# Andrea Collarini
Andrea Ricardo Collarini (Nueva York, Estados Unidos; 31 de enero de 1992) es un tenista estadounidense que compite para Argentina en torneos oficiales. Había aceptado un contrato de la «USTA» (United States Tennis Association) para representar al país norteamericano en marzo de 2010. En octubre de 2012, decidió participar en los torneos representando a Argentina.

## Carrera profesional
En categoría junior su actuación más destacada fue en el Torneo de Roland Garros Junior 2010 donde llegó hasta la final, pero cayó ante su compatriota Agustín Velotti. 
Su mejor ranking individual es el N.º 186 alcanzado el 9 de junio de 2014, mientras que en dobles logró la posición 221 el 14 de septiembre de 2015.
El 25 de agosto de 2019 consigue su primer título "challenger" al ganar el Challenger de L’Aquila, Italia.
En su carrera le ha ganado a jugadores Top 100 como: Filippo Volandri (2014), Jurgen Melzer (2015), Federico Delbonis (2017) y Jaume Munar (2018).
En julio de 2021 alcanzó el primer cuadro principal de un torneo de nivel ATP en el Torneo de Umag, luego de superar en la clasificación a Daniel Masur por 6-1, 6-1 y a Vitaliy Sachko por 6-7, 6-2, 6-4.

## Títulos Challenger; 7 (4 + 3)
| Leyenda             | Individuales | Dobles |
| ------------------- | ------------ | ------ |
| ATP Challenger Tour | 4            | 3      |

### Individuales (4)
| N.º | Fecha      | Torneo     | Superficie    | Oponente en la final | Resultado   |
| --- | ---------- | ---------- | ------------- | -------------------- | ----------- |
| 1.  | 25.08.2019 | Todi       | Tierra batida | Andrej Martin        | 6-3, 6-1    |
| 2.  | 22.01.2023 | Piracicaba | Tierra batida | Tomás Barrios        | 6-2, 7-6(1) |
| 3.  | 21.04.2024 | Tucumán    | Tierra batida | Hernán Casanova      | 6-4, 7-6(4) |
| 4.  | 09.06.2024 | Santa Fe   | Tierra batida | Facundo Mena         | 6-2, 6-3    |

### Dobles (3)
| N.º | Fecha      | Torneo       | Superficie    | Pareja         | Oponente en la final             | Resultado |
| --- | ---------- | ------------ | ------------- | -------------- | -------------------------------- | --------- |
| 1.  | 20.06.2015 | Perugia      | Tierra batida | Andrés Molteni | James Cerretani Costin Pavăl     | 6-3, 7-5  |
| 2.  | 19.03.2022 | Concepción 2 | Tierra batida | Renzo Olivo    | Cristian Rodríguez Diego Hidalgo | 6-4, 6-4  |
| 3.  | 10.03.2024 | Santa Cruz   | Tierra batida | Renzo Olivo    | Hugo Dellien Murkel Dellien      | 6-4, 6-1  |